# Mount Ferranto
Mount Ferranto är ett berg i Antarktis. Det ligger i Västantarktis. Inget land gör anspråk på området. Toppen på Mount Ferranto är 803 meter över havet.
Terrängen runt Mount Ferranto är varierad. Trakten är obefolkad. Det finns inga samhällen i närheten.